# Château de Banville-en-Villiers
Le manoir de Banville-en-Villiers ou manoir  de Villiers-le-Sec est une demeure du XVIIe siècle, dont l'origine remonte au XIVe siècle, qui se dresse sur le territoire de l'ancienne commune française de Villiers-le-Sec, dans le département du Calvados, en région Normandie. L'édifice est partiellement inscrit au titre des monuments historiques.

## Localisation
Le manoir est situé au lieudit « la ferme de l'église » à proximité nord de l'église Saint-Laurent de Villiers-le-Sec, au sein de la commune nouvelle de Creully sur Seulles, dans le département français du Calvados.

## Historique
Deux fiefs sont attestés sur la commune, celui de Banville en Villiers, comme fief principal, et celui de Villiers. Le château dit « le fief de Banville en Villiers » et le manoir de Villiers appartiennent souvent à une même famille, notamment les Boutin, du XIVe siècle à 1663.
Le château, probablement construit sur les vestiges d'un château fort, trouve ses origines au XIVe siècle. De cette époque, il subsiste le colombier et la cuisine du manoir.
Le bâtisseur de la porte semble avoir été Pierre Boutin de Victot, bailli de Caen de 1621 à 1627,, qui remanie le domaine et fait reconstruire notamment la partie centrale du logis. En 1663, le château passe par mariage à François-Hardouin d'Oilliamson, marquis de Courcy qui le conservera jusqu'en 1747. À cette date il passe dans le patrimoine de la famille d'Amours, très ancienne famille noble normande, avec Olivier d'Amours, chevalier, qui jusqu'en 1768, le restaure.

## Description
Le portail est typique de l'architecture du Bessin, évoquant un arc de triomphe mais avec des éléments médiévaux, les échauguettes. Il est percé de trois arcades, deux portes piétonnes encadrant une porte charretière, surmontées de frontons et de tableaux décorés. Une porte piétonne, de nos jours condamnée, située à l'arrière du portail, permettait un accès à un escalier desservant l'une des échauguettes.
Le logis seigneurial, de plan rectangulaire, qui s'éclaire par de hautes fenêtres est couvert d'un toit en ardoise duquel émergent quatre souches de cheminées avec des frontons curvilignes. La porte d'entrée du logis est encadrée de pilastres avec au-dessus une grande fenêtre surmontée d'un fronton triangulaire.
À droite du logis, on trouve le colombier datant de l'origine du château et qui pourrait être l'un des plus anciens encore visible de nos jours dans cette région du Bessin. Bâti en pierre calcaire, il a la particularité d'avoir un rétrécissement à son sommet ouvert sur l'extérieur. Il est en outre renforcé par des contreforts dont un arbore un ange portant des armoiries du XVe siècle, en lien probablement avec le prieuré Saint-Gabriel. Un second colombier sera démoli au XIXe siècle, tout comme la grande allée d'arbres dans l'axe du porche.
De nombreux communs, anciennement à usage agricole, ceinturent le logis. Ils ont été transformés, pour une partie, en habitations au cours du XXe siècle. Sur certains on peut encore voir de grandes portes charretières.

## Protection
L'entrée située au nord de l'église est inscrite au titre des monuments historiques par arrêté du 15 juin 1927.